# Left for Dead

Left for Dead est un film d'horreur canadien réalisé par Christopher Harrison et sorti en 2007.

## Synopsis
Cinq amis, liés de profonde fraternité, sont traqués par un homme possédant une machette. Tout cela se produit à la suite d'un accident dans une soirée, The Devil's Night.

## Fiche Technique
genre : horreur
interdit aux moins de 12 ans

## Distribution
- Steve Byers : Tommy
- Danielle Harris : Nancy
- Shawn Roberts : Clark
- Ahmed Dirani : Micah
- Robbie Amell : Blair
- Daniel Clark : Brady
- Katrina Devine : Lori
- John Bregar : Freddy
- Rebecca Davis : Tanya
- Boyd Banks : Michael Lymburner
- Steve Vincic : Detective Brackett
- JaNae Armogan : Shari
- Naomi Hewer : Kara
- Ryan Louagie : Jay
- Paul Vasilak : Taylor
- Jon  Foo